# Allogalumna turkeyensis
Allogalumna turkeyensis är en kvalsterart som beskrevs av Grobler, Bayram och Cobanoglu 2004. Allogalumna turkeyensis ingår i släktet Allogalumna och familjen Galumnidae. Inga underarter finns listade i Catalogue of Life.